# Punaente

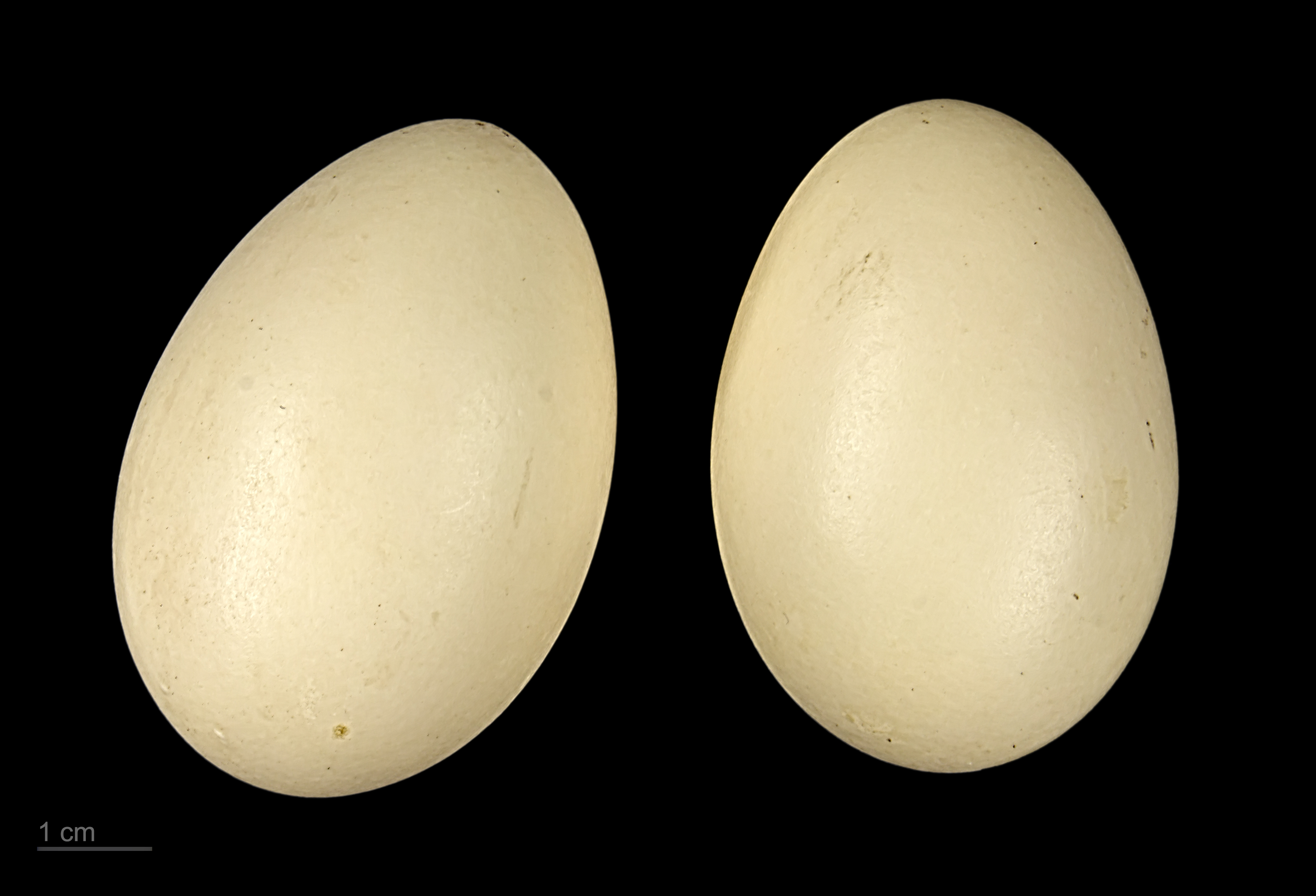
Eier der Punaente

Die Punaente (Spatula puna, Syn.: Anas puna, Punanetta puna) oder Puna-Kappenente ist eine endemisch in der Punazone der peruanischen, bolivianischen und chilenischen Anden vorkommende Gründelente.

## Lebensraum
Die Ente kommt in Höhen von 3000 bis 4000 Metern an flachen Bergseen, u. a. am Titicacasee, in der regenarmen Hochlandsteppe vor. Selten kann sie bis in Höhen von 5000 Metern oder auf Meeresniveau angetroffen werden. An den Hochlandseen lebt sie in der aus Binsen und Sauergräsern bestehenden Ufervegetation. Nichtbrütende Vögel halten sich in kleinen Gruppen auf der freien Wasserfläche auf. In der Punazone ist die Punaente die häufigste Ente.

## Merkmale
Punaenten ähneln den Silberenten, zu denen sie früher als Unterart Anas versicolor puna gezählt wurden. Sie sind größer als diese, erreichen eine Maximallänge von 46 cm und haben einen längeren Schnabel. Er wird 46 bis 54 mm lang und ist an den Seiten blau, an seiner Firstlinie schwarz gefärbt. Der Kopf oberhalb der Augenlinie beider Geschlechter und der Nacken sind schwarz, unterhalb cremefarben und rosa getönt. Das übrige Gefieder ist hellbraun mit dunkelbraunen Flecken auf jeder einzelnen Feder. Flanken und Bauch sind cremefarben und mit feinen braunen Stricheln versehen. Bei den Männchen sind die Deckfedern der Flügel dunkler als bei den Weibchen. Die Flügel werden 20,5 bis 21,4 cm lang, das Gewicht der Männchen beträgt 546 bis 560 g. Punaenten ernähren sich von Wasser- und Sumpfpflanzen, Samen und Kleintieren.

## Fortpflanzung
Da die jahreszeitlichen Temperaturunterschiede in den Hochanden nur gering sind, brütet die Punaente fast das ganze Jahr über. Das Nest wird am Gewässerufer oder auf erhöhten Grasbüscheln auf überschwemmten Wiesen gebaut. Nach der Eiablage wird das Nest mit Dunen ausgelegt. Die fünf bis sechs gelblich-isabellfarbenen Eier haben die Maße 52–63 × 37–42 mm.